# Polyzonium controversarium
Polyzonium controversarium är en mångfotingart som beskrevs av Karl Wilhelm Verhoeff 1937. Polyzonium controversarium ingår i släktet Polyzonium och familjen koppardubbelfotingar. Inga underarter finns listade i Catalogue of Life.